# استن فرانکل
استنلی فیلیپس "استن" فرانکل (انگلیسی: Stanley Phillips "Stan" Frankel؛ زاده ۱۹۱۹ در لس آنجلس - درگذشته مه ۱۹۷۸) یک دانشمند علوم رایانه اهل ایالات متحده آمریکا بود. وی از دانشگاه کالیفرنیا، برکلی و دانشگاه روچستر فارغ‌التحصیل شده است. وی کمک نمود تا نظریه تکنیک‌های محاسباتی را که پژوهش اتمی در زمان وقوع کاربرد دارد توسعه یابد. در سال ۱۹۴۳ به بخش نظری پروژه منهتن در آزمایشگاه ملی لس آلاموس ملحق شد.